# Њупорт (Пенсилванија)
Њупорт (енгл. Newport) град је у америчкој савезној држави Пенсилванија.

## Демографија
По попису из 2010. године број становника је 1.574, што је 68 (4,5%) становника више него 2000. године.
| Група             | 2000.         | 2010.         |
| Белци             | 1.478 (98,1%) | 1.515 (96,3%) |
| Афроамериканци    | 2 (0,1%)      | 12 (0,8%)     |
| Азијати           | 1 (0,1%)      | 1 (0,1%)      |
| Хиспаноамериканци | 10 (0,7%)     | 20 (1,3%)     |
| Укупно            | 1.506         | 1.574         |